# Dot blot

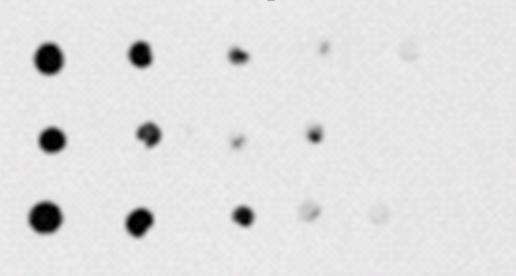
Résultat typique d'un dot blot de l'ADN. Les points les plus sombres représentent une plus grande concentration de la molécule.

Le terme dot blot regroupe un ensemble de techniques de transfert de molécules permettant de vérifier la présence de molécules spécifiques dans un milieu.  

## Principe
Il existe différentes techniques de transfert, chacune étant adaptée à un type de molécules (par exemple le Southern blot pour l'ADN, le northern blot pour les ARN, ou le western blot pour les protéines). Ces techniques commencent par une étape de fragmentation de l'ADN (pour le Southern Blot), puis séparation par électrophorèse ou par chromatographie.
Dans un dot blot, on transfère les acides nucléiques (ADN ou ARN) depuis un milieu liquide directement sur une membrane, sans séparation préalable, donc sans électrophorèse préalable. Le transfert peut être réalisé par diffusion simple, par diffusion dans champs électrique (électrodiffusion) ou par aspiration sous vide. La détection est similaire à celles utilisées dans les transferts avec séparation : par exemple des séquences de nucléotides pour l'ADN ou l'ARN ou des anticorps pour les protéines.
L'objectif de cette technique est de valider ou d'infirmer la présence de séquences précises d'acides nucléiques dans un génome ou transcriptome. Pour cela différentes sondes sont déposées sur la membrane, selon un quadrillage, puis sur chaque sonde est déposée la solution d'acides nucléiques. Si la solution contient une séquence complémentaire à celle de la sonde, alors cette séquence va s'hybrider à la sonde et ne sera pas éliminée lors du lavage de la membrane. On observera alors une tâche à cet endroit lors de la révélation par autoradiographie.

## Note
1. ↑  Terme anglais, littéralement « buvard à points ». On rencontre buvardage en point en français, mais rarement.